# Luv U Better
Luv U Better è un brano musicale del rapper statunitense LL Cool J, pubblicato nel 2002 come primo singolo estratto dall'album 10. È stato prodotto dai Neptunes e vi ha partecipato il cantante R&B Marc Dorsey.

## Informazioni
La canzone ha avuto abbastanza successo: ha raggiunto la posizione n.4 nella chart Billboard Hot 100, la n.1 nella Hot R&B/Hip-Hop Songs e la n.2 nella Hot rap Tracks. Il testo è stato scritto dallo stesso LL Cool J.

## Videoclip
Il videoclip è stato diretto da Benny Boom. Inizia col rapper che, alla guida della sua auto, sta andando al suo primo appuntamento con una ragazza di cui è innamorato. I due dormono insieme, e l'indomani sera lui le regala una collana e la invita fuori a cena. Mentre i due sono seduti al tavola, lei si assenta un attimo per andare in bagno, e pochi istanti dopo LL Cool J vede arrivare una sua vecchia ex, la quale lo abbraccia senza troppi complimenti. Questo suscita la rabbia della vera ragazza del rapper, che, quando torna e vede la scena, si toglie di dosso la collana regalategli e gliela lancia in faccia. Il giorno dopo, LL Cool J si presenta dalla sua ragazza con un mazzo di fiori per riconquistarla, e ci riesce.

## Tracce
LATO A
1. Luv U Better (Radio Edit ) - 4:47
2. Luv U Better (LP Version ) - 4:47
3. Luv U Better (Instrumental)  - 4:47

LATO B
1. Fa Ha (Radio Edit) - 4:55
2. Fa Ha (LP Version) - 4:55
3. Fa Ha (Instrumental) - 4:55

## Posizioni in classifica
| Chart (2002)                          | Posizione massima |
| ------------------------------------- | ----------------- |
| Billboard Hot 100 (USA)               | 4                 |
| Billboard Hot R&B/Hip-Hop Songs (USA) | 1                 |
| Billboard Hot Rap Tracks (USA)        | 2                 |